# Leon Biliński

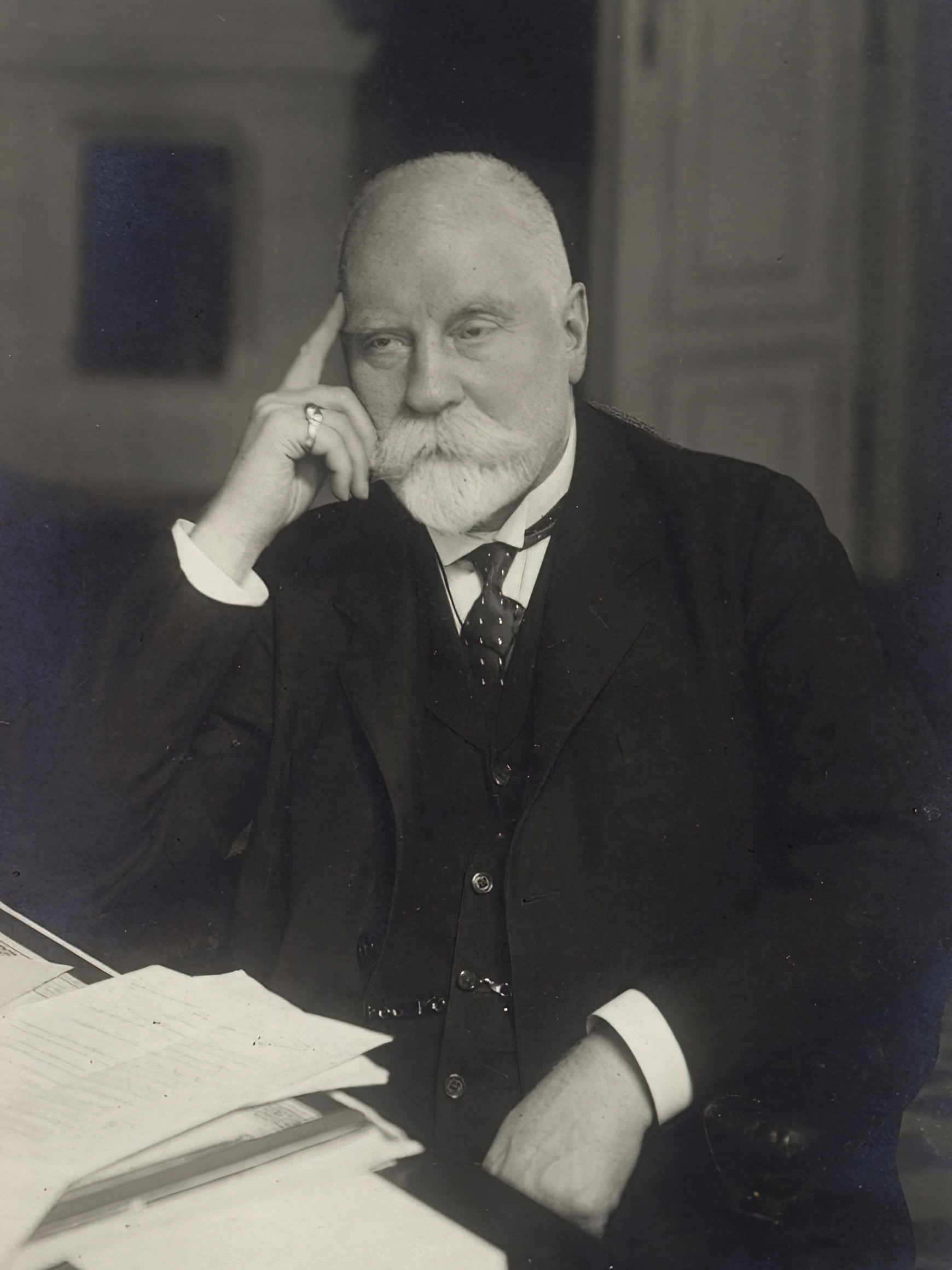
Leon Biliński in 1920

Leon Biliński, Duits: Leon Ritter von Biliński, (Zaleszczyki (Galicië), 15 juni 1846 - Wenen, 14 juni 1923) was een Pools edelman uit Oostenrijk-Hongarije.

## Levensloop

### Achtergrond en carrière
Biliński werd geboren in Oost-Galicië, tegenwoordig deel uitmakend van Oekraïne. Zijn vader was Wiktor Biliński en zijn moeder barones Malwiny Brunickiej. Van 1862 tot 1865 studeerde hij economie aan de Universiteit van Lemberg en sinds 1871 was hij aan deze universiteit werkzaam als hoogleraar. Van 1878 tot 1879 was hij rector van de universiteit. Van 1879 tot 1880 was hij prorector. Vanaf 1892 was hij k. u. k. president van de algemene directie van de k.k. österreichische Staatsbahnen
Leon von Biliński was van 1883 tot 1918 lid van de Rijksraad (Reichsrat) te Wenen voor de conservatieven. Daarnaast was hij lid voor het leven van het Herenhuis (Herrenhaus). Vanaf 1911 was hij voorzitter van de Polenclub, de invloedrijke fractie van Poolse notabelen in de Rijksraad. Van 1897 tot 1900 was hij vicevoorzitter van de Rijksraad. Van 1911 tot 1914 en van 1915 tot 1918 was hij voorzitter van de Rijksraad.

### Ministerschappen
Biliński was van 29 september 1895 tot 17 januari 1897 waarnemend minister van Staat voor Galicië in Wenen. In dezelfde periode was hij voor de eerste maal minister van Financiën voor de beide rijksdelen. Van 1909 tot 1911 was hij voor de tweede keer minister van Financiën.

### Gouverneur van Bosnië-Herzegovina
Leon von Biliński was een vertrouweling van keizer Frans Jozef I. In 1912 werd hij gouverneur van Bosnië-Herzegovina en tevens volgde hij István Burián op als minister van Financiën van Oostenrijk-Hongarije. Voor de derde keer in zijn carrière vervulde Biliński dit ambt.
Als gouverneur van Bosnië-Herzegovina lag Biliński voortdurend overhoop met de militaire gouverneur, generaal Oskar Potiorek. Generaal Potiorek had weinig op met de in Bosnië woonachtige Serviërs en vond dat zij met harde hand moesten worden onderdrukt; iedere vorm van toegefelijkheid aan de Serviërs was in zijn ogen uit den boze. Biliński daarentegen wilde de Serviërs voor de monarchie winnen door middel van een gematigde politiek. Biliński werd hierin krachtig gesteund door de oude keizer, terwijl Potiorek steun verkreeg van troonopvolger aartshertog Frans Ferdinand - die weliswaar sympathiek stond ten opzichte van de Slaven, maar een hekel had aan de Servische nationalisten en het door hun nagestreefde panslavisme. Naast steun van de keizer, ontving Biliński ook steun van een aantal gematigde politici in de Bosnische Landdag, dit toch ergernis van generaal Potiorek, die de Landdag liet ontbinden (1913), een maatregel die Biliński als civiel-gouverneur niet ongedaan kon maken. Potiorek verbood ook alle Servische verenigingen in Bosnië. Biliński vreesde dat door deze maatregelen de Servische nationalisten in Bosnië-Herzegovina verder zou doen radicaliseren. 
Kort na de moord op Frans Ferdinand in juni 1914 drong Biliński aan op de vervanging van generaal Potiorek als militair gouverneur van Bosnië-Herzegovina door de Kroaat generaal Stefan Freiherr von Sarcotič. Sarcotič werd uiteindelijk in december 1914 de nieuwe militaire gouverneur.

### Pools patriot
Overigens was Biliński zelf een voorstander van een aanvalsoorlog op Servië. Het verslagen Servië zou dan een autonoom koninkrijk binnen de Donaumonarchie moeten worden. Tijdens de Shkodercrisis in 1913 bepleitte hij in de ministerraad een korte en effectieve aanvalsoorlog tegen Servië en werd hierin gesteund door de chef van de generale staf, Franz Freiherr Conrad von Hötzendorf en de minister van Oorlog van de beide rijksdelen, Alexander Ritter von Krobatin.
Na de oorlogsverklaring aan Rusland (5 augustus 1914) wilde Biliński als minister van Financiën aftreden en gouverneur van Galicië worden. Hij zag het tot zijn taak de inwoners van Congres-Polen (Russisch-Polen) op te roepen in opstand te komen tegen de Russen. Hij verwachtte dat een opstand in Congres-Polen en een Oostenrijks offensief aldaar zou leiden tot de bevrijding van de Polen. De generale staf onder leiding van Freiherr Conrad von Hötzendorf was hier echter op dat moment op tegen. Biliński besloot als minister van Financiën aan te blijven.
Leon von Biliński was een voorstander van een zogenaamde Austro-Poolse Oplossing. Het op de Russen bevrijde Congres-Polen moest samen met het Oostenrijkse Galicië worden samengevoegd en worden geregeerd door het Huis Habsburg. De Donaumonarchie zou dan uit drie staten bestaan: Oostenrijk, Hongarije en Polen met een gezamenlijk staatshoofd (keizer Frans Jozef I). Een aantal Poolse nationalisten steunden het plan van Biliński, maar de meeste Polen wilden een zelfstandige Poolse staat. Een aantal leidende politici, waaronder de Hongaarse minister-president István gróf Tisza en veel andere Hongaarse magnaten, waren hier fel tegen gekant. Ook de Roethenen en de Duitsers die deel zouden gaan uitmaken van het Poolse koninkrijk zagen niets in de plannen van Biliński en andere trialisten. Voorts waren er politici in Wenen die bang waren dat als de Polen autonomie zouden verkrijgen, ook andere volkeren binnen het rijk autonomie zouden eisen. Op 22 augustus 1914 eiste Tisza, die de meende dat de bijzondere status van Hongarije zou worden ondermijnd, in de gemeenschappelijke ministerraad dat er niet meer over de trialistische oplossing mocht worden gesproken of gedebatteerd. Biliński was geheel ontstemd over het veto van de Hongaarse premier. De enige persoon de in de ministerraad die Biliński bijviel was de minister van Buitenlandse Zaken, Leopold Graf Berchtold, overigens uitsluitend omdat Berchtold de trialistische oplossing beter voor Oostenrijk-Hongarije vond dat een onafhankelijk Pools koninkrijk als buurland.
Leon von Biliński trad in januari 1915 als minister van Financiën en gouverneur van Bosnië af. In oktober 1915 uitte hij tijdens een fractievergadering van de Polenclub zijn ongenoegen over het regeringsbeleid ten aanzien van de Polen. In 1915 waarschuwde hij minister van Buitenlandse Zaken, Graf Burián, dat de situatie in Galicië en Congres-Polen (inmiddels bezet door Oostenrijk-Hongarije) gevaarlijk kon worden als de regering niet tegemoet zou komen aan de Poolse eisen. 
Tijdens de rest van de Eerste Wereldoorlog trad Biliński op als voornaamste woordvoerder van Opperste Nationale Comité (Naczelny Komitet Narodowy) dat streefde naar een Poolse staat onder Habsburgse kroon en optrad als een soort bestuur voor het door Oostenrijk-Hongarije bezette deel van Congres-Polen.
In oktober/november 1918 was hij nog korte tijd minister zonder portefeuille in het kabinet-Lammasch.

### Minister van Financiën van de Poolse Republiek
Leon von Biliński was een tegenstander van Józef Piłsudski, de belangrijkste Poolse nationalist. Voor Piłsudski was het Habsburgse rijk niets meer dan een lege huls. Desondanks benoemde Piłsudski hem na de Eerste Wereldoorlog tot minister van Financiën van de Republiek Polen en diende Biliński korte tijd onder premier Ignacy Jan Paderewski (31 augustus - 9 december 1919).
Leon Biliński keerde uiteindelijk naar Wenen terug en overleed daar in 1923 op 76-jarige leeftijd.